# Пшибиславиці (Стрибна Скаліце)
Пши́биславиці, або Прибиславиць (чеськ. Přibyslavice) — колишнє село в Чехії, регіон Богемія, Середньочеський край, окрузі Прага-схід. Складова муніципалітету Стрибні Скалиці (Срібна Скалиця).

## Історія
Відоме в джерелах з 1436 року. Преребувало у власності Сазавського монастиря. 1525 року перейшла до дому Костка, володарів Коморного замку (Komorní Hrádek). У 1654 році залишалося малим поселенням, мало лише два фільварки. 
У джерелах 1697 року згадується як власність дому Куниць. 1761 року герцогиня Марія-Тереза Савойська купила маєток Куниць, разом із Пшибиславицями, приєднавши останні до Скалиці. 1945 року помер останній житель села. Територія належить лісовому господарству Костельця-над-Чорними-лісами та Чеському агротехнічному університету. За описом земель 2006—2007 рр. на території колишнього села залишалося 2 будівлі.

## У культурі

### Відеоігри
- 2018: Kingdom Come: Deliverance. Pribyslavitz.